# Philosophie in der veränderten Welt
Philosophie in der veränderten Welt ist das 1972 erschienene Hauptwerk von Walter Schulz. 
Es stellt den groß angelegten Versuch dar, „eine Erhellung der Gegenwart von der Philosophie her zu geben“ (S. 8). Schulz erhebt aber nicht den Anspruch, seine Zeit – die er als eine „Zeit des Umbruchs“ versteht – auf den Begriff zu bringen. Ein solcher Gesamtentwurf würde einen metaphysischen „Gesamtentwurf des Ganzen des Seins“ und die Auffassung voraussetzen, dass „die Philosophie das gesamte Reich des Geistes, das heißt vor allem die Wissenschaften, in formaler und inhaltlicher Hinsicht zu fundieren vermag“. Diese Rolle habe aber die Philosophie heute ausgespielt.

## Inhalt
Schulz Analysen der Gegenwart drehen sich um die Leitbegriffe: „Verwissenschaftlichung“, „Verinnerlichung“, „Vergeistigung und Verleiblichung“, „Vergeschichtlichung“ und „Verantwortung“. Diesen widmet er jeweils eigene Abschnitte.
Das aktuelle und wichtigste Thema ist für Schulz die „Verwissenschaftlichung“. Er versteht sie als einen Prozess, durch den „die einfache Trennung von objektiver Gegenstandswelt und der diese erfassenden Subjektivität aufgehoben  [wird] zugunsten eines Forschungsvorganges, in dem Subjekt und Objekt gleichermaßen verflochten sind“ (S. 8). Schulz gibt eine Darstellung der Geschichte des Wissenschaftsbegriffs und der Forschungssituation einzelner Disziplinen (Physik, Soziologie, Kybernetik). Besonders hervorzuheben ist für ihn der Eingriff der spezialisierten und verselbständigten Wissenschaften in die moderne Alltagswelt. Für die Philosophie ergibt sich aus dieser Sachlage die Notwendigkeit, die wissenschaftliche Entwicklung zu analysieren und auf ihre ethischen Implikationen hin kritisch zu befragen.
Im Kapitel „Verinnerlichung“ setzt sich der Autor zunächst mit der Epoche der klassischen Metaphysik von Augustin bis zum Deutschen Idealismus auseinander. Diese bezeichnet er als „Philosophie der Subjektivität“. Die daran anschließende Existenzphilosophie stellt zwar seiner Ansicht nach insofern eine  Gegenbewegung zur traditionellen Metaphysik dar, als sie an die Stelle der Bewegung des Transzendierens eine radikale Verendlichung des Ich setzt. Sie bleibt ihr aber insofern verpflichtet, als in ihr „die innere Welt nicht nur der äußeren vorgeordnet, sondern zum Prinzip erhoben wird“ (S. 9). Schulz sieht diese „Verinnerlichung“ von den Fragen der Gegenwart her gesehen als „Irrweg“ und ihre Durchleuchtung als eine „Destruktionsgeschichte“, die aber notwendig sei, um die Problematik der Gegenwart angemessen zu begreifen.
Die Leitbegriffe „Vergeistigung und Verleiblichung“ gehören für Schulz zusammen. In diesem Kapitel analysiert Schulz die Entwicklung der abendländischen Anthropologie. Von der Antike bis zu Hegel galt die Vernünftigkeit als das wesentliche Vermögen des Menschen. Im 19. Jahrhundert kehrte sich die Bestimmung des Verhältnisses von Geist und Körper um: „nicht mehr die Vernunft, sondern die Triebschicht wird zur bestimmenden Macht“ (S. 9). Der Mensch wird als durch Willen, Trieb und Leiblichkeit bestimmt gesehen (Schopenhauer, Nietzsche u. a.). Gegenüber diesen beiden Ansätzen ist die moderne Anthropologie abzugrenzen, die sich um eine wissenschaftliche Fundierung bemüht (Scheler, Plessner, Gehlen). Der Autor bewertet diese Verwissenschaftlichung der Lehre vom Menschen skeptisch, da Anthropologie sich selbst aufzuheben drohe, wenn sie nicht mehr nach dem Wesen des Menschen fragt, sondern eine Vielzahl von Modellen menschlichen Verhaltens entwirft.
Unter dem Stichwort „Vergeschichtlichung“ thematisiert Schulz das Problem der Geschichte. Das Nachdenken über das Problem des geschichtlichen Geschehens habe seinen Höhepunkt in der Epoche des modernen Historismus erreicht, die mit Hegels Philosophie eingesetzt und über die Fundierungsversuche der Geisteswissenschaft bis zum späten Heidegger und der modernen Hermeneutik weithin das philosophische Denken bestimmt habe. In der Gegenwart sei das Problem der Geschichte sowohl in der Wissenschaft, als auch im allgemeinen Bewusstsein in den Hintergrund geraten. Schulz wendet sich gegen diesen Ahistorismus und will die Dimension der Geschichte als für den Menschen wesentlich herausarbeiten. Dies dürfe allerdings nicht als geistesgeschichtliche Durchleuchtung der Vergangenheit, sondern nur unter dem Aspekt des Handelns auf die Zukunft hin geschehen.
Im Abschlussteil „Verantwortung“ wird das Gebiet der Ethik behandelt. Auf ihn sind der Konzeption nach alle vorausgehenden Analysen ausgerichtet. Die Ethik habe in der traditionellen Philosophie eine maßgebende Stellung eingenommen. In der gegenwärtigen Philosophie sei sie an den Rand geraten oder würde nur unter dem Gesichtspunkt der Sprache und des logischen Argumentierens abgehandelt.
Schulz will die Ethik neu aufwerten, ohne erneut in eine „private Innerlichkeitsmoral“ zu verfallen. Die Ethik müsse sich an „konkreten Sachproblemen unter dem Aspekt der Gestaltung der Zukunft“ ausrichten.
Als Instanzen der Ethik führt Schulz das Mitleid und die Vernunft ein. Im Mitleid werde das Bewusstsein der inneren Gefährdung des Lebens wachgehalten; die Vernunft hingegen sei das Prinzip der Ordnungen, mit denen die Gefährdung des Lebens überwunden werde.
Alle fünf Teile der Darstellung sind als historisch-systematische Untersuchungen des jeweiligen Themas angelegt. Am Anfang werden von Schulz jeweils die Grundansätze der Tradition dargestellt. Danach folgt eine breite Untersuchung der zu seiner Zeit aktuellen Gegenwartsansätze. Den letzten Teil jedes Abschnitts bildet eine systematische Analyse der Möglichkeiten, „die sich von der Gegenwart im Blick auf die Zukunft als zeitgemäße Notwendigkeiten ergeben“ (S. 10).

## Ausgabe
1. 1 2 3 4 5  Philosophie in der veränderten Welt, Stuttgart 7. Aufl. 2001, ISBN 3608910409